# Biszofit
Biszofit – minerał z grupy halogenków, którego głównym składnikiem jest sześciowodny chlorek magnezu, MgCl2·6H2O. 
Jest ewaporatem powstałym na dnie morskim w okresie permu.
Został on odkryty w Staßfurcie przez niemieckiego geologa Gustava Bischofa w drugiej połowie XIX wieku. Minerał otrzymał nazwę na cześć swojego odkrywcy. 
W XX wieku zaczęto odkrywać złoża biszofitu także w innych regionach świata, m.in. w Rosji, na Ukrainie w pobliżu Połtawy, Brazylii i Chinach.

## Zastosowanie
Początkowo biszofit był wykorzystywany głównie w przemyśle, później także w medycynie i kosmetyce (preparaty z biszofitem są oferowane jako pomocne w stanach zapalnych i bolesności mięśni, stawów itp.).